# Braker Sieltief
Das Braker Sieltief ist ein Wasserlauf im niedersächsischen Landkreis Wesermarsch. Es handelt sich um ein Tief, das der Entwässerung des überwiegend moorigen Gebietes dient.

## Verlauf
Der etwa 9 km lange Wasserlauf fließt in der Gemeinde Ovelgönne und der Stadt Brake. Er entsteht an dem Siel in Süder-Frieschenmoor, etwa 2,5 km nordwestlich Ovelgönne gelegen, aus der Dornebbe an der L863 bei Neustadt. Diese wiederum wird aus einer Vielzahl von Gräben gespeist. Das Braker Sieltief fließt in südöstlicher Richtung um Ovelgönne herum, kreuzt die Bundesstraße 212 und durchquert dann Brake, um im selbigen Hafengebiet als linker Nebenfluss in die Weser zu münden.

## Schutzstatus
Der größte Teil des Braker Sieltiefs liegt im FFH- und Landschaftsschutzgebiet „Dornebbe, Braker Sieltief und Colmarer Tief“.